# Adamovićevo naselje
Adamovićevo Naselje (en serbe cyrillique : Адамовићево насеље) est un quartier de Novi Sad, la capitale de la province autonome de Voïvodine, en Serbie.
Le quartier, situé à proximité du centre de Novi Sad, abrite de nombreuses résidences privées où vivent les familles parmi les plus aisées de la ville. Il abrite le siège administratif de la communauté locale 7. Juli, qui se trouve dans la rue Miše Dimitrijevića.

## Localisation

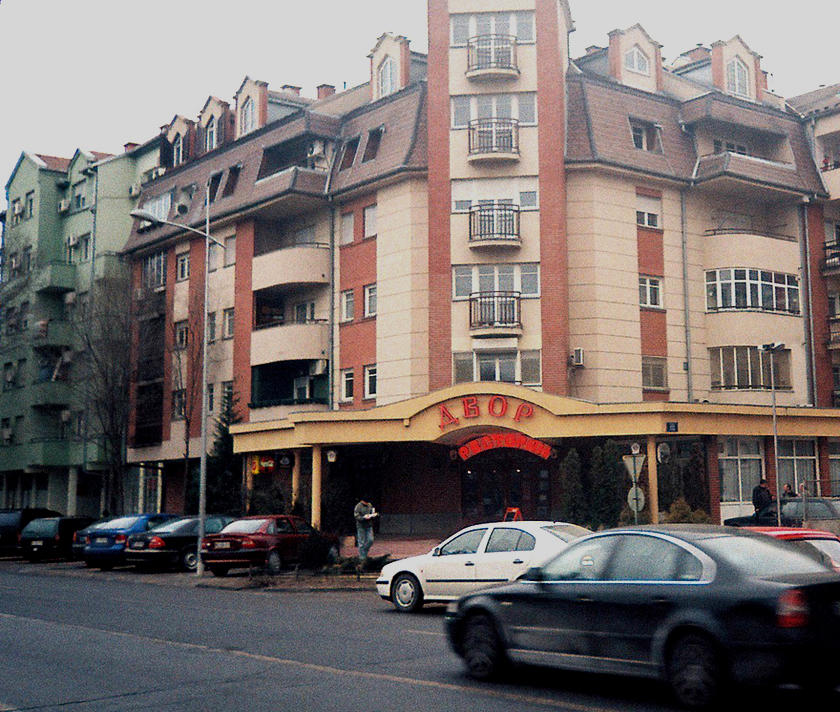
La rue Cara Dušana

Adamovićevo naselje est délimité par la rue Futoška au nord, par les rues Vojvode Knićanina et Kola srpskih sestara à l'est, par le Bulevar cara Lazara (boulevard de l'empereur Lazare) au sud et par le Bulevar Evrope (boulevard de l'Europe), également appelé Subotički bulevar (boulevard de Subotica), à l'ouest.
Le quartier est ainsi situé entre les quartiers de Liman IV au sud, Grbavica à l'est, Telep à l'ouest et Sajmište au nord.

## Histoire
Autrefois, le quartier portait le nom de Daranjijevo naselje (ou Daranji Telep). En 1927, il a été appelé Adamovićevo naselje en l'honneur de la famille Adamović. Jusqu'en 1944, le nom d'Adamovićevo naselje était utilisé pour désigner l'actuel quartier et celui de Telep, aujourd'hui considéré comme un quartier séparé.

## Architecture et urbanisme
Le quartier est principalement constitué de maisons privées mais, depuis 2000, des immeubles modernes y ont été construits, principalement dans son artère principale, la rue Cara Dušana. En 2006, le Subotički bulevar (le Boulevard de Subotica) a été créé à l'emplacement d'anciennes voies ferrées ; sous le nom de Bulevar Evrope, il a été ouvert à la circulation en 2009 ; de nombreuses constructions modernes y ont également été réalisées.

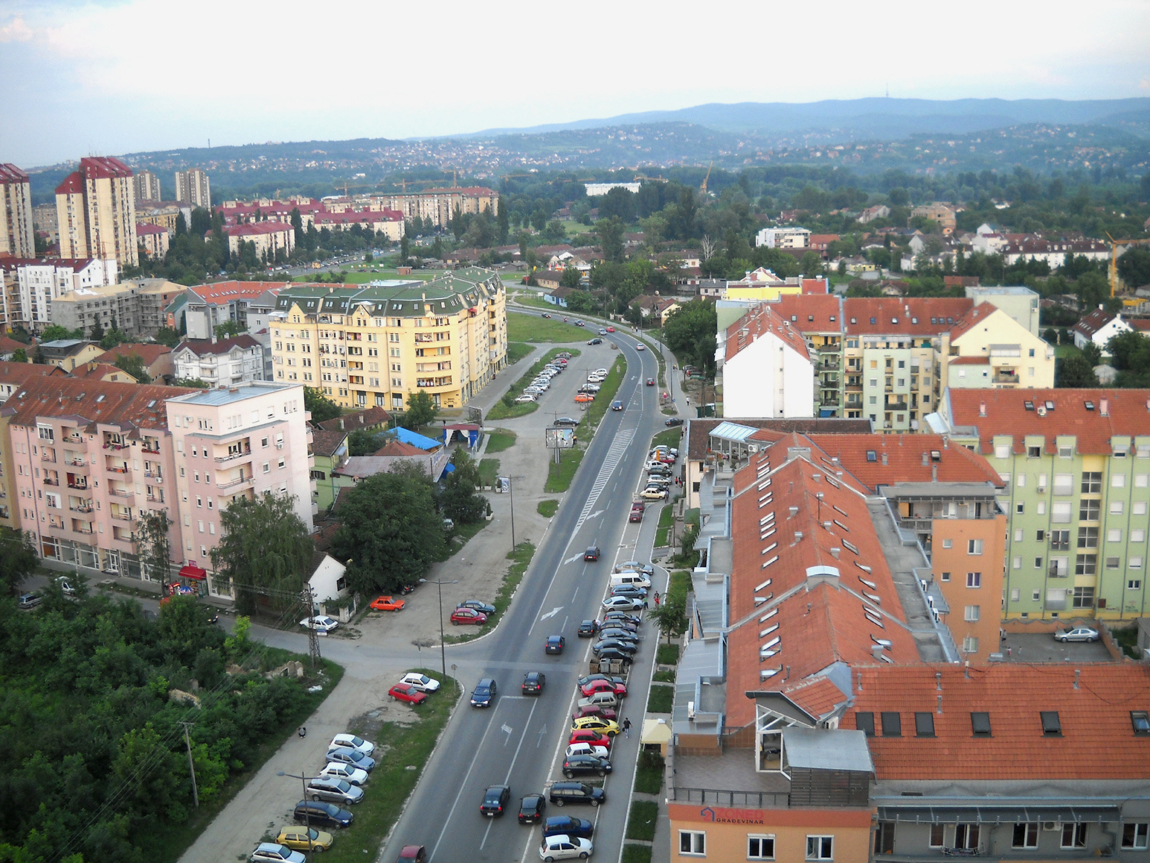
Vue du Bulevar Evrope, avec le quartier d'Adamovićevo naselje à gauche et celui de Telep à droite

## Éducation et santé
Deux écoles sont situées à Adamovićevo naselje : l'école élémentaire Vasa Stajić, créée en 1922, et l'école secondaire de médecine 7. april, dont l'origine remonte à 1946.
L'Institut de santé publique de Voïvodine (Institut za javno zdravlje Vojvodine), également connu sous le nom d'Institut d'hygiène, dont l'origine remonte à 1920, est situé rue Futoška.

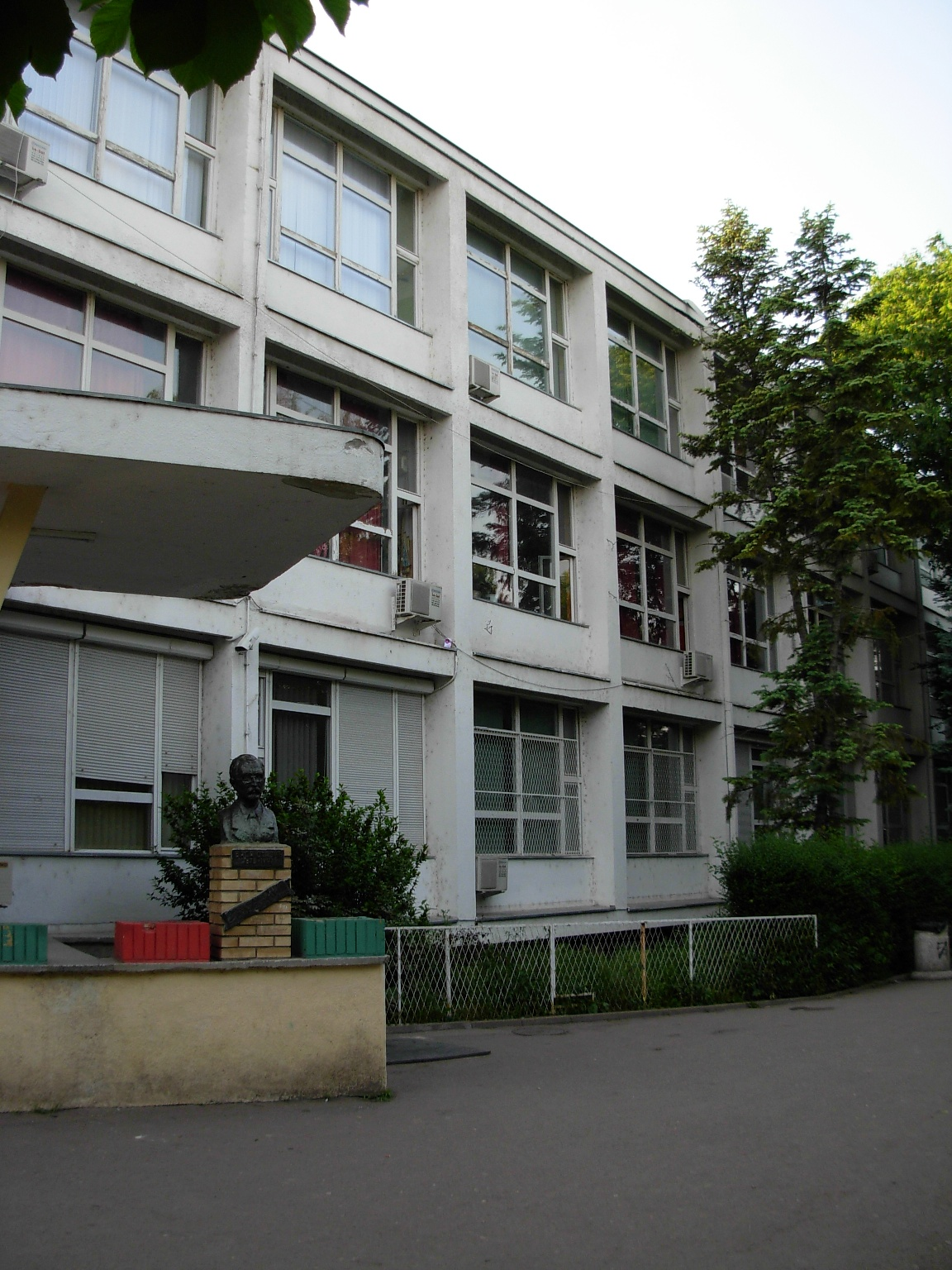
L'école élémentaire Vasa Stajić
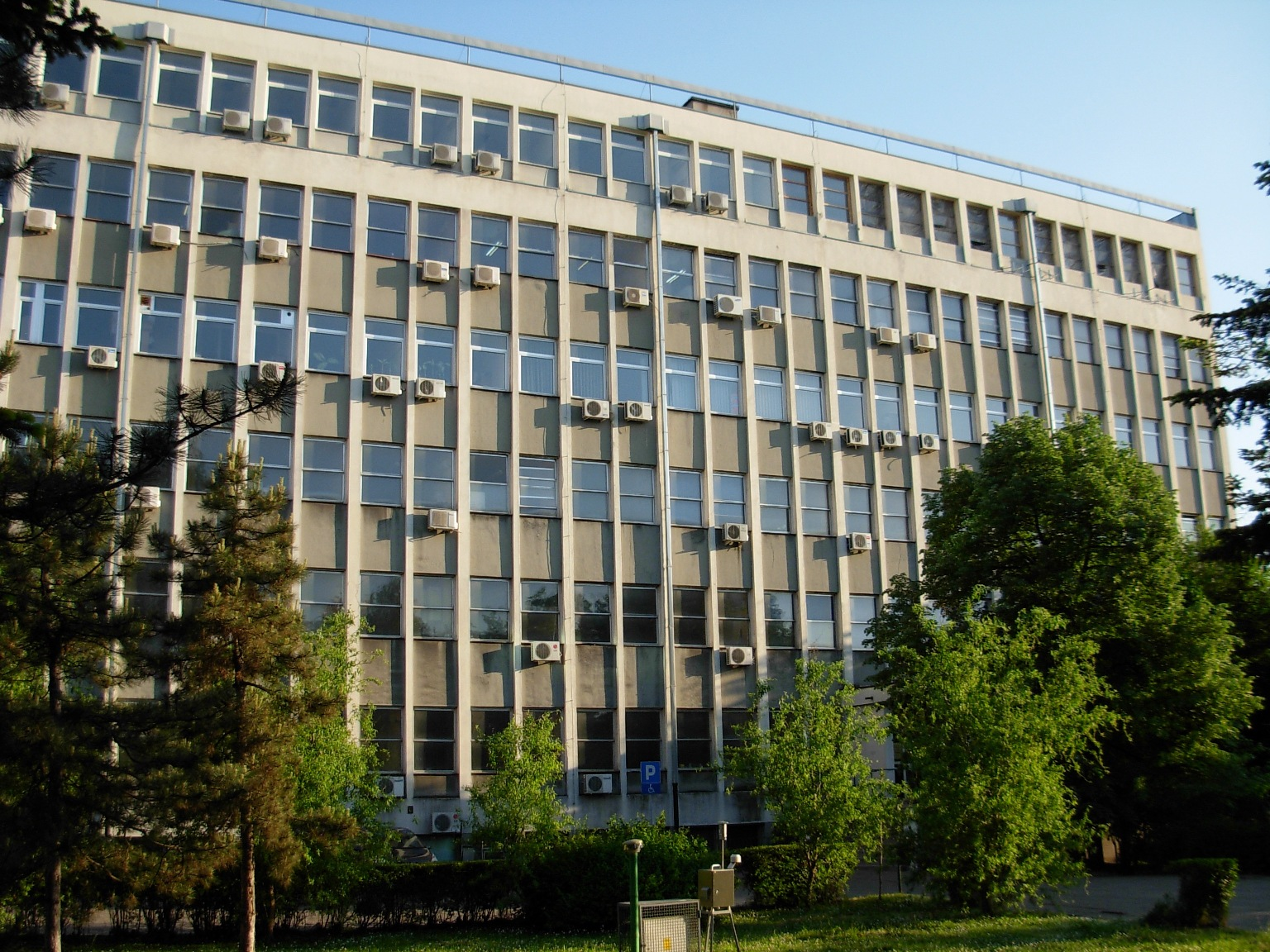
L'Institut de santé publique de Voïvodine

## Religions
Plusieurs édifices religieux se trouvent dans le quartier :
- l'université protestante de théologie ;
- l'église baptiste et évangélique ;
- le bâtiment religieux de la Communauté chrétienne protestante ;
- la salle de prière des Témoins de Jéhovah ;
- le masjid de la communauté musulmane ;
- le monastère franciscain de Saint Jean de Capistran ;
- le monastère uniate.

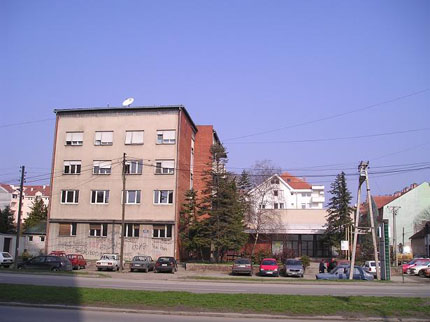
L'université protestante de théologie
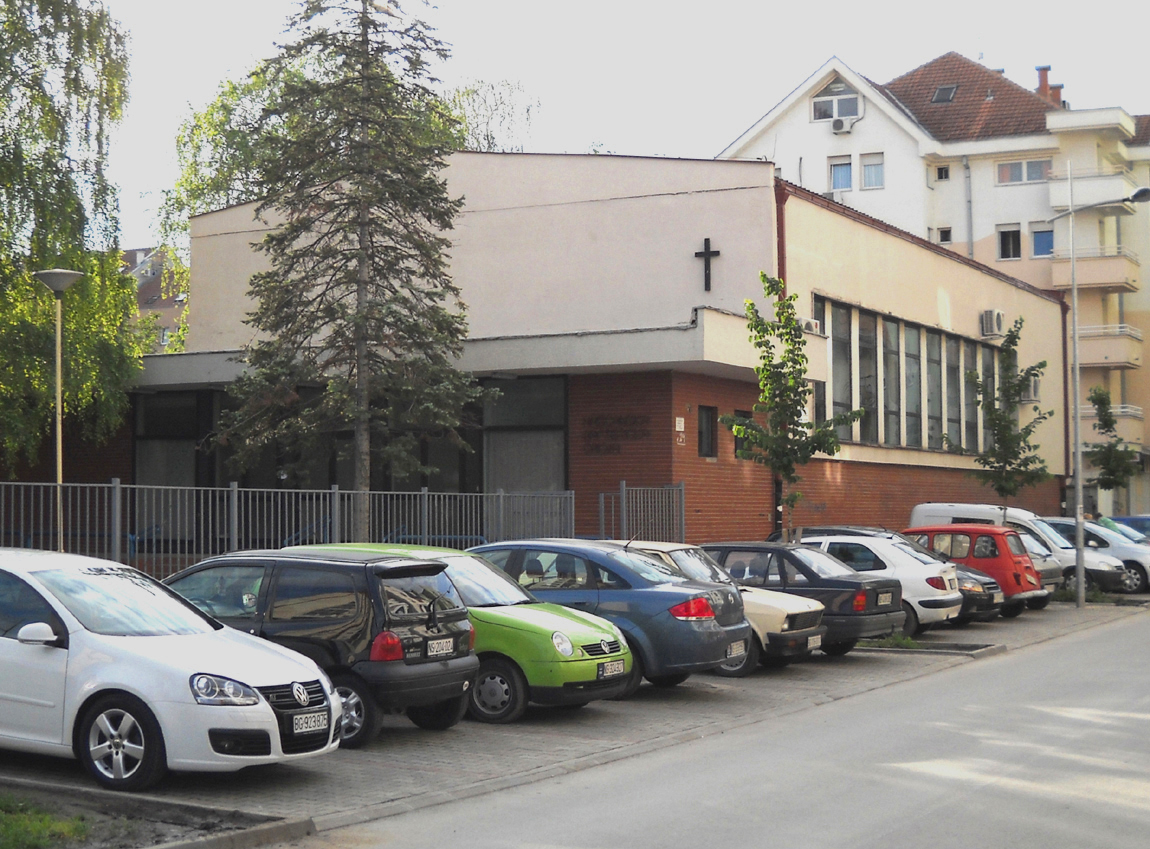
L'église baptiste et évangélique
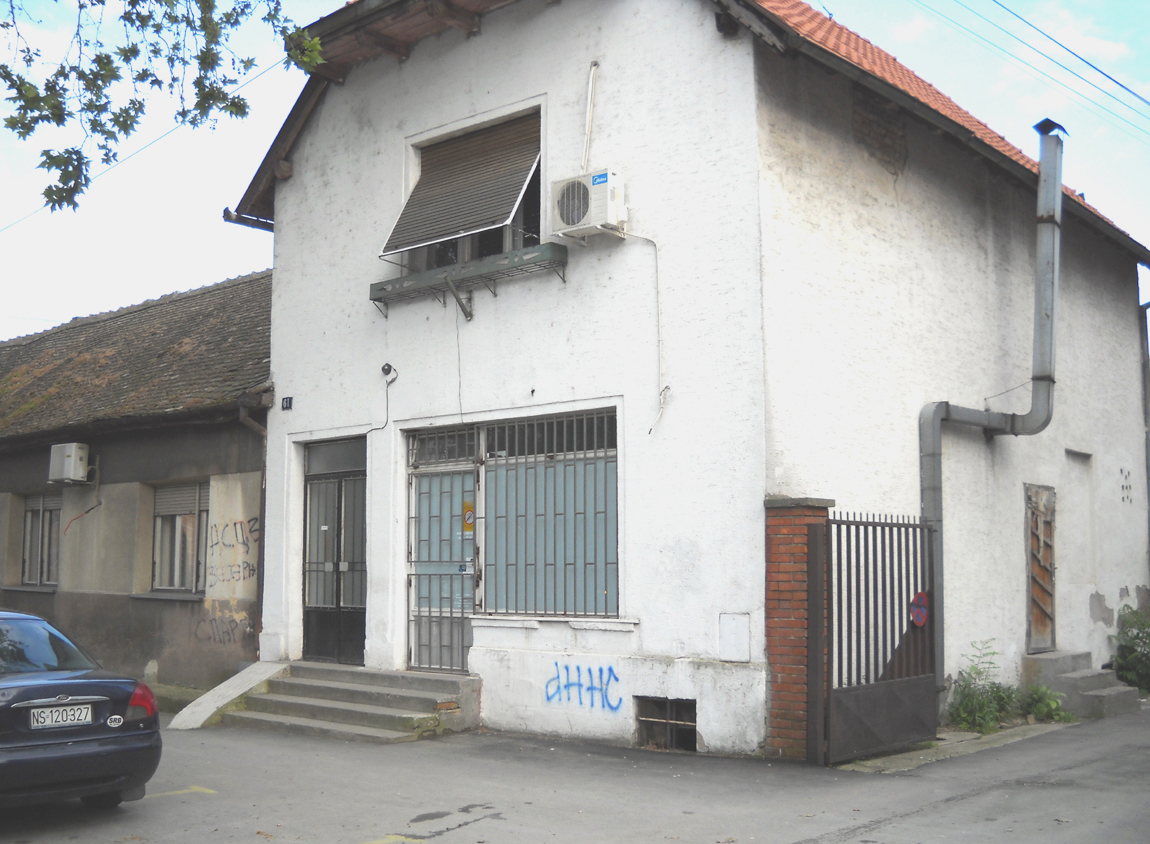
Le masjid de la communauté musulmane
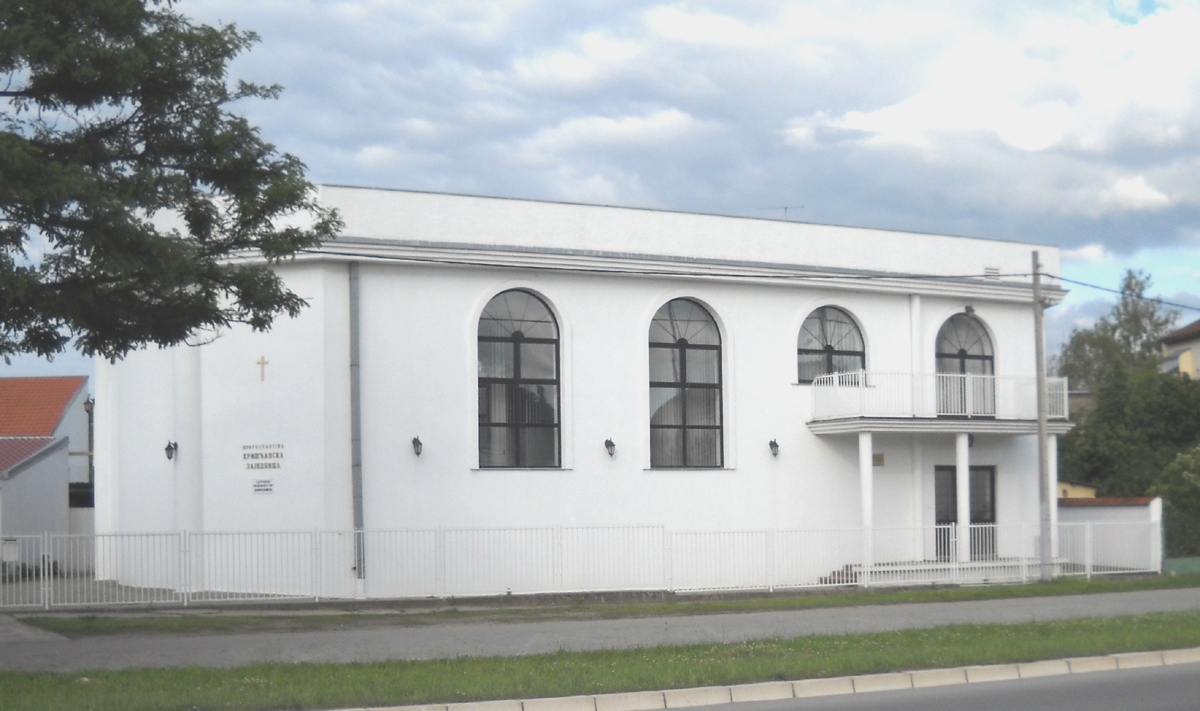
Le bâtiment de la Communauté chrétienne protestante
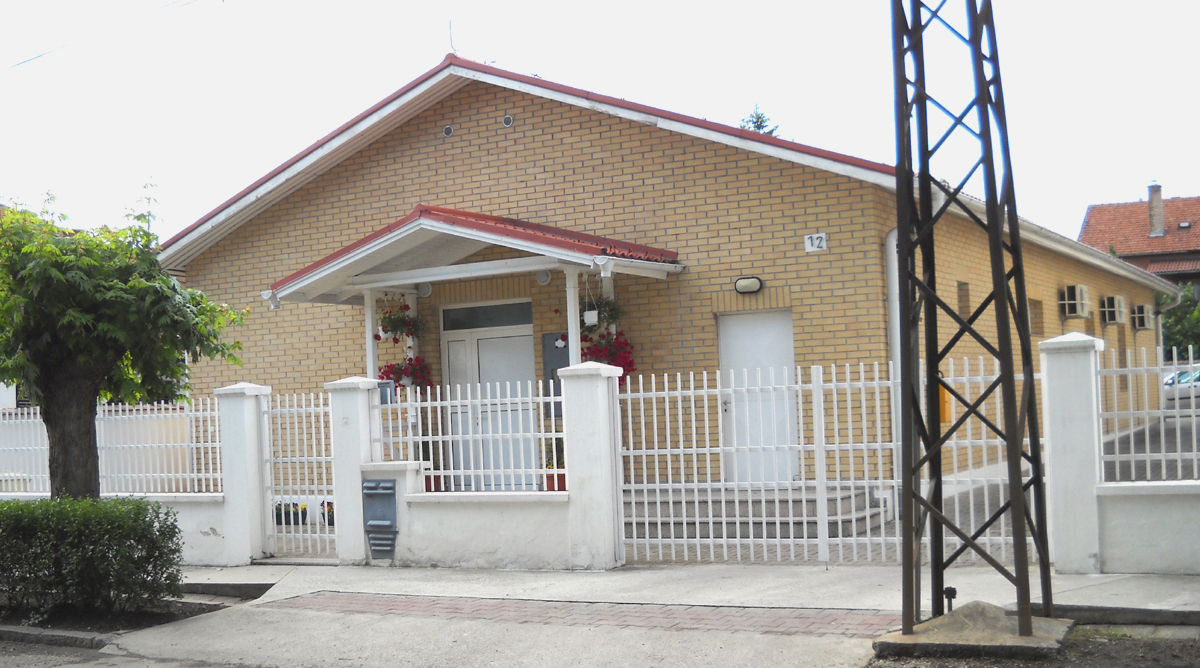
La salle de prière des Témoins de Jéhovah

## Transport public
Le quartier est desservi par les lignes 2, 6, 7, 9, 11, 12, 52, 53, 54, 55, 56 et 70 de la société de transport municipal JGSP Novi Sad.